# Канцелярия по делам Тайваня при Госсовете КНР
Канцелярия по делам Тайваня при Госсовете КНР (кит. трад. 國務院台灣事務辦公室 или 國務院臺灣事務辦公室, упр. 国务院台湾事务办公室, пиньинь Guówùyuàn Táiwān Shìwù Bàngōngshì, палл. Гоуюань Тайвань Шиу Баньгунши, иногда сокращают до кит. трад. 國台辦 или 國臺辦, упр. 国台办, пиньинь guó tái bàn, палл. го тай бань) — орган исполнительной власти при Государственном Совете Китайской Народной Республики и Центральном комитете Компартии Китая. Отвечает за принятие и выполнение соответствующих установок и политики, связанных с Тайванем так, как это предусмотрено Центральным комитетом Коммунистической Партии Китая и Государственный Советом.
В соответствии с указом Государственного Совета, Канцелярия берёт на себя ответственность за подготовку к переговорам и соглашениям с тайваньскими властями (правительством Китайской Республики). Орган руководит прямой связью по электронной почте, транспортом и торговлей между двумя сторонами Тайваньского пролива, отвечает за рекламу и публикации средств массовой информации касающиеся Тайваня, информацию и новости об основных проблемах противоположной стороны Тайваньского пролива.
Сотрудники Канцелярии по делам Тайваня при Госсовете КНР одновременно являются сотрудниками Канцелярии ЦК КПК по работе с Тайванем (по распространённому принципу «один орган, два названия»). Последнее название используется на переговорах с тайваньскими должностными лицами.

## Список руководителей
| Список руководителей                                      | Список руководителей |
| --------------------------------------------------------- | -------------------- |
| Имя                                                       | Срок                 |
| Дин Гуаньгэнь                                             | 1988—1990            |
| Ван Чжаого                                                | 1990—1996            |
| Чэнь Юньлинь, член ЦК КПК с 1997 года (канд. с 1992 года) | 1997—2008            |
| Ван И, член ЦК КПК с 2007 года                            | 2008—2013            |
| en:Zhang Zhijun, член ЦК КПК с 2012 года                  | 2013—2018            |
| Лю Цзеи                                                   | 2018—2022            |
| Сун Тао                                                   | с 2022 года          |